# Orissa

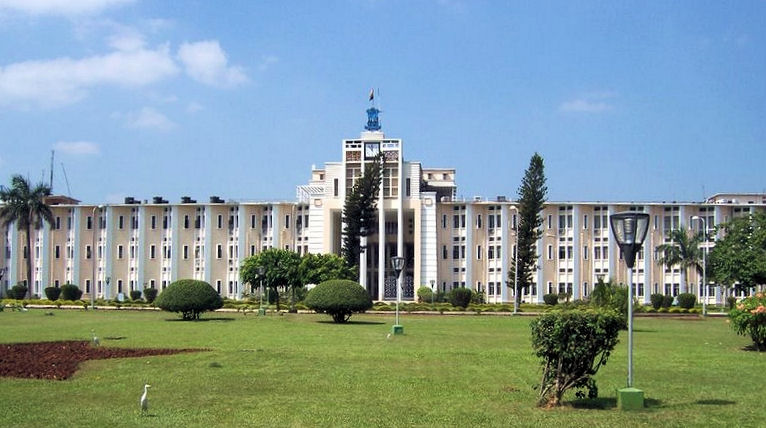
Secretaria de Orissa

Orissa, oficialmente em inglês Odisha, e, por vezes na forma histórica portuguesa Orixá, é um estado da Índia localizado junto ao Golfo de Bengala. Seus limites em terra são os Estados de Jharkhand a norte, Bengala Ocidental a nordeste, Andhra Pradesh a sudoeste e Chatisgar a oeste. A capital é Bhubaneswar. Foi criado a 1 de abril de 1936 como província da Índia britânica. Essa data é celebrada hoje em dia como Utkal Dival (dia de Orissa).
Orissa é o 9.º maior estado da Índia em área e o 11.º em população. O oriá é a língua oficial e a mais falada no estado.
Orissa é alvo de intensos ciclones. O mais forte foi em Outubro de 1999. O ciclone tropical 05B causou sérios problemas e cerca de 10 000 mortes.
Em agosto de 2008, grupos hindus extremistas iniciaram uma onda de ataques contra os cristãos habitantes nessa região, contabilizando 120 pessoas assassinadas, 54 mil cristãos desabrigados e 252 igrejas destruídas. A ONG Portas Abertas website está em intensa campanha para ajudar os cristãos desabrigados promovendo coleta de fundos e pedindo orações em massa.